# Eigentrillingen van de Aarde
Eigentrillingen van de Aarde zijn trillingen die kunnen optreden na een aardbeving, doordat de Aarde in resonantie komt.
Bij zeer krachtige aardbevingen met een magnitude groter dan 7 op de schaal van Richter kan de Aarde als geheel in trilling komen. Deze trillingen zijn staande trillingen als in een snaar en worden ook wel eigentrillingen of "modes" genoemd. De beweging is goed voor te stellen als het trillen van een grote zeepbel wanneer die vrij door de lucht zweeft. Een andere vergelijking die vaak gemaakt wordt is die met een kerkklok. Wanneer die wordt aangeslagen met de klepel komt de hele klok in trilling, waarna het geluid binnen een tiental seconden uitsterft. Wanneer de Aarde gaat "klinken" door een aardbeving kan het wel twee dagen of langer duren voordat de trillingen niet meer zijn waar te nemen.
Een kerkklok produceert een grondtoon en een hele reeks boventonen. Dat is ook bij de Aarde het geval. De frequenties van de trillingen van de Aarde zijn echter een miljoen maal zo laag als die van een klok. De grondtoon van de Aarde heeft een frequentie van 0,000815 Hz, wat overeenkomt met een periode van 20 minuten en 27 seconden (1227 sec.). Deze grondtoon wordt zo nu en dan door laagfrequente seismometers geregistreerd. De boventonen worden regelmatig geregistreerd, meestal vanaf de zevende of de achtste boventoon met een periode van 10 minuten. Merkwaardig is dat de grondtoon met de meest eenvoudige beweging, die ook wel "breathing mode" wordt genoemd (de Aarde wordt in haar geheel groter en kleiner), niet de laagste frequentie heeft. De laagste frequentie van de Aarde komt van de tweede boventoon die de Aarde op twee denkbeeldige assen afwisselend vervormt tot een rugbybal. Deze football mode heeft een periode van ongeveer 54 minuten. Deze periode wordt beïnvloed door de rotatie van de Aarde zodat in feite twee tonen ontstaan met een klein verschil in periode namelijk 54,7 en 53,1 minuten.
Naast de hierboven beschreven bewegingen van de Aarde in een richting loodrecht op het oppervlak die aanleiding zijn tot de sferoïdale modes bestaan er ook eigentrillingen met een bewegingsrichting langs het oppervlak; de toroïdale modes. De trilling met de laagste frequentie is er een waarbij het ene halfrond van de Aarde naar links draait en het andere naar rechts. Het spreekt vanzelf dat het hier om zeer kleine bewegingen gaat waarbij de amplitude niet groter is dan een miljoenste millimeter.